# Mezdour
Mezdour (în arabă مزدور) este o comună din provincia Bouira, Algeria.
Populația comunei este de 11.047 de locuitori (2008).